# (26357) Laguerre
(26357) Laguerre est un astéroïde de la ceinture principale.

## Description
(26357) Laguerre est un astéroïde de la ceinture principale. Il fut découvert le 27 décembre 1998 à Prescott (Arizona) par Paul G. Comba. Il présente une orbite caractérisée par un demi-grand axe de 2,62 UA, une excentricité de 0,19 et une inclinaison de 11,7° par rapport à l'écliptique.
Il fut nommé en l'honneur du mathématicien français Edmond Laguerre (1834-1886).

## Compléments